# الفصل في رحلة الكشف
الفصل في رحلة الكشف والمحاضرات القصدية كتاب للسيد محمود الحسني الصرخي يناقش فيه نظرية عالم سبيط النيلي طبع في دار المحجة البيضاء

## اسباب التاليف
طرح عالم سبيط النيلي نظريته حول قصدية القرآن الكريم واعتبر ان كلام الخالق قصدي الدلالة خالي من المجاز و الترادف و المشترك اللفظي متهماً رجال الدين وعلم الأصول بالاعتباطية والعشوائية وأخذت نظريته بالانتشار بين الأوساط الاجتماعية دون أن تحرك الحوزة العلمية ساكناً، فانبرى السيد محمود الصرخي الحسني للرد على نظرية سبيط النيلي بالادلة العلمية التي تثبت بطلان النظرية القصدية من خلال عدة مؤلفات نشرت ضمن السلسة الوافية في رد شبهات الادعياء الواهية والتي جُمعت في هذا المجلد

## فصول الكتاب
الكتاب يحوي على ثلاث حلقات من حلقات اللسلسلة الوافية في رد شبهات الادعياء الواهية ناقش السيد الحسني في كل حلقة جانباً من جوانب نظرية سبيط النيلي على نحو التنظير والتطبيق ليبرهن بأدلة كثيرة عدم صلاحية هذه النظرية .
- الفصل في التطبيق بين أصل الخلق والطور المهدوي
- الفصل في نظرية الخلق والطور المهدوي
- الفصل في رحلة الكشف والمحاضرات القصدية

## وصلات خارجية
الموقع الرسمي للسيد الصرخي الحسني 